# Récepteur éboueur
Les récepteurs éboueurs (scavengers receptors ou SR) sont une famille de récepteur de reconnaissance de motifs moléculaires, très divers dans leurs formes et qui reconnaissent et dégradent les lipoprotéines de basse densité (LDL) modifiées par oxydo-réduction ou acétylation.
Ils sont situés à la surface des cellules musculaires lisses (fibroblastes), des macrophages, des cellules dendritiques conventionnelles et des cellules endothéliales.

## Différents types de récepteur éboueur
Les récepteurs éboueurs sont classés en fonction de leur alignement de séquence nucléotidique et de leur structure protéique ,. Chaque classe est divisée en sous-classes qui incluent des membres partageant des caractéristiques structurelles .

### Classe A
Les récepteurs éboueurs de classe A ont un domaine cytoplasmique N-terminal, une seule section transmembranaire et une grande partie C-terminale extracellulaire impliquée dans l'identification du ligand. Les SR de classe A contiennent un domaine de collagène et un domaine riche en cystéine de type A (SRCR) ou un domaine de lectine de type C (CLEC). Les membres comprennent SR-A1 (SCAR-A1 OU MSR1), SR-A3 (SCAR-A3 ou CSR1), SR-A4 (SRCL), SR-A5 (SCAR-A5) et SR-A6 (MACRO) .

### Classe B
Les récepteurs piégeurs de classe B comprennent un domaine CD36 conservé. Il comprend trois membres : SR-B1 (SCAR-B1), LIMP2 (SCAR-B2) et CD36.

### Classe C
Les récepteurs charognards de classe C n'ont été décrits que chez Drosophila melanogaster et n'ont pas d'équivalents chez les mammifères .

### Classe D
CD68 est le seul membre appartenant à la classe D des récepteurs éboueurs. Les récepteurs éboueurs de classe D contiennent un domaine de type mucine, un centre riche en proline, des domaines de glycoprotéine membranaire associée au lysosome (LAMP), un seul transmembranaire et une petite queue cytoplasmique .

### Classe E
Les récepteurs de la  classe E appartiennent à la famille des récepteurs de lectine de type C (CLEC) des cellules NK. Il comprend quatre membres : SR-E1 (LOX-1) , SR-E2 (Dectin-1), SR-E3 (MRC1) et SR-E4 (ASGPR1).

### Classe F
Les récepteurs de classe F comportent trois membres : SREC1 (SCAR-F1), SREC2 (SCAR-F2) et SCAR-F3 (également appelé MEGF10) et possèdent des domaines de facteur de croissance épidermique (EGF) et de type EGF.

### Classe G
La chimiokine 16 (CXCL16) est le récepteur unique de cette classe qui possède un domaine de chimiokine CXC avec des résidus d'arginine conservés.

### Classe H
Les récepteurs de classe H sont des récepteurs protéiques transmembranaires avec des domaines de type fascicline, de type EGF et de type lamine comprenant le FEEL-1 (également appelé stabilin-1 et CLEVER1), FEEL-2 (également appelé stabilin-2). et LIEVRE).

### Classe I
Les récepteurs de classe I sont la famille des molécules CD163 qui sont classées par la présence de nombreux SRCR (Scavenger receptor cysteine-rich protein) du groupe B dans leur région extracellulaire.

### Classe J
Le récepteur RAGE  est le seul membre de la classe J .

### Classe K
Le seul récepteur de classe K est le CD44 et est un récepteur hyaluronique (HA) qui présente une liaison de ligand avec les protéoglycanes, les facteurs de croissance, les cytokines et la métalloprotéinase matricielle via ses domaines extracellulaires .

### Classe L
La classe L possède deux récepteurs nommés : SR-L1 (également appelé protéine 1 liée au LDLR (LRP1)) ou CD91 et SR-L2 (LRP2 ou megalin).

## Fonctions
Ils lient les peptides anioniques des micro-organismes.
Ils permettent, après reconnaissance, la dégradation des LDL par un mécanisme non régulé.

## Physiopathologie
Dans certaines pathologiques génétiques comme l'Hypercholestérolémie familiale, les LDL circulent dans le sang plus longtemps et plus nombreux que prévu. En s'oxydant à cause de radicaux libres, ils deviennent reconnus par les macrophages qui les phagocytent. Ces derniers deviennent de plus en plus nombreux, et n'arrivent pas à dégrader entièrement les LDL. Petit à petit, ils s'accumulent dangereusement et se collent sur la paroi des vaisseaux sanguins. Dans certains cas, cela peut causer une thrombose, un infarctus ou un accident vasculaire cérébral (AVC).[réf. souhaitée]